# Dekaloog, acht
Dekaloog, acht (Pools: Dekalog, osiem) is een Poolse televisiefilm uit 1988. Dit achtste deel van de Dekaloogserie van regisseur Krzysztof Kieślowski gaat over het achtste gebod: Gij zult geen valse getuigenis afleggen.

## Verhaal
Elżbieta, een journalist uit Amerika, neemt deel aan een universitaire les van professor Zofia. De vrouwen kennen elkaar al, want Elżbieta heeft meerdere teksten van de professor vertaald. Aan het begin van de les vertelt een student het verhaal van de dokter en de zwangere vrouw, dat het onderwerp is van het tweede deel van de Dekaloogserie. Naar aanleiding hiervan merkt de professor op dat niets belangrijker is dan het leven van een kind. Elżbieta vertelt ook een verhaal, en dan realiseert de professor zich dat Elżbieta het zesjarige meisje is dat ze tijdens de Tweede Wereldoorlog zou helpen verbergen voor de nazi's. Ze stuurde het kind echter weg, naar verluidt om religieuze redenen (gij zult geen valse getuigenis afleggen).
De twee vrouwen brengen samen de avond door en Zofia onthult aan Elżbieta dat het verhaal van de 'valse getuigenis' slechts een excuus was: het gezin dat het kind moest verwelkomen, werkte samen met de Gestapo. Ze zouden de geheime organisatie in gevaar brengen. Later bleek echter dat deze informatie onjuist was.
Elżbieta koestert geen wrok tegen de vrouw, maar wil haar leren kennen en ophelderen wat er gebeurd is. Bovendien slaagt ze er via Zofia in de man op te sporen die haar destijds gered heeft. Nu is hij een kleermaker. Hij weigert echter met Elżbieta te praten over alles wat met oorlog te maken heeft.

## Rolverdeling
| Acteur              | Personage       |
| ------------------- | --------------- |
| Maria Koscialkowska | Zofia           |
| Teresa Marczewska   | Elzbieta        |
| Artur Barcis        | jonge man       |
| Tadeusz Lomnicki    | kleermaker      |
| Bronislaw Pawlik    | Zofia's buurman |